# Torri (Gualdo Cattaneo)
Torri è una frazione del comune di Gualdo Cattaneo (PG), abitata da 115 residenti, secondo i dati del censimento Istat 2001  Archiviato il 27 ottobre 2020 in Internet Archive..
Il paese si trova a 450 m s.l.m., sulla collina che sovrasta la valle percorsa dall'itinerario stradale che congiunge Bastardo a San Terenziano.

## Storia
I primi insediamenti risalgono all'età della pietra, con il ritrovamento di oggetti quali raschiatoi, coltelli, accette, punte di freccia, tutte in selce o in pietra verde.
Il castello medievale fu costruito nel 1250, prendendo il nome di Cerqueto per via della vicinanza di un vasto bosco.
In seguito furono edificate delle possenti mura con torri angolari di grandi dimensioni, utilizzate sia a scopo di difesa che come palombare.
Appartenne ai Trinci di Foligno: Ugolino III, in particolare, confermò la pace tra la Santa Sede e Perugia.
Appartenne alternativamente a Gualdo Cattaneo ed a Todi, fino al XVI secolo; con la restaurazione (1802) si appodiò con San Terenziano e dall'Unità d'Italia (1861) fu aggregato definitivamente al comune di Gualdo Cattaneo.

## Monumenti e luoghi d'interesse
- Il castello (XIII secolo), con le torri angolari e una porta d'ingresso ad arco, sovrastata dall'aquila tuderte, in pietra. Le abitazioni sono collocate a ridosso delle mura, internamente.